# مگس‌گیر بهشتی بلایث
مگس‌گیر بهشتی بلایث (نام علمی: Terpsiphone affinis) نام یک گونه از سرده مگس‌گیر بهشتی است.